# 天然資源省 (カナダ)
天然資源省（てんねんしげんしょう、英語：Natural Resources Canada、略称：RNCan、仏語：Ressources naturelles Canada）は、カナダ連邦政府内で、カナダにおける天然資源、エネルギー、金属・非金属の鉱産資源、森林、地学、国土情報、リモートセンシングに関する行政、規制、業務を司る省庁である。1994年にエネルギー・鉱産資源省と森林省が合併して創設された。
1867年カナダ憲法法では天然資源は各州の主要権限とされているが、連邦政府は海外資源、資源貿易、統計、国際関係・国境などに権限を持つ。天然資源省はエネルギー、森林、金属・非金属の鉱産資源を含む天然資源に関連する連邦法を運用する。本省はまた、北米環境協力委員会（Commission for Environmental Cooperation）と共に、アメリカ合衆国政府やメキシコ政府の科学者と協調し、北米大陸全体の視点で環境事情を表現し追跡するために使用される北米環境地図（North American Environmental Atlas）を制作している。
天然資源省を担当する大臣は、天然資源大臣で、現在はジョナサン・ウィルキンソン（Jonathan Wilkinson）である。

## 主な組織
天然資源省は下記の大臣、組織を管轄している。
- 天然資源大臣

### 庁・局・活動など
天然資源省は下記の庁・局・活動を管轄している。
- カナダ地理的名称委員会（Geographical Names Board of Canada）
- 宇宙天気予報室（Space Weather Canada）

- カナダ森林サービス室（Canadian Forest Service）
- 北方パイプライン庁（Northern Pipeline Agency）
- カナダエネルギー規制庁（Canadian Energy Regulator）
- カナダ原子力安全委員会（Canadian Nuclear Safety Commission）
- カナダ原子力公社（Atomic Energy of Canada Limited）